# Anders Kjellberg (musiker)
Bengt Anders Kjellberg, född 9 juli 1952 i Göteborg, är en svensk trumslagare. 
Han är uppvuxen i Göteborg och har arbetat som heltidsmusiker sedan 1973.
Anders Kjellberg har samarbetat med pianister som Lars Jansson och Bobo Stenson och artister som Rigmor Gustafsson, Monica Zetterlund och Jeanette Lindström.
Han har varit musiker i en lång rad band som Radiojazzgruppen, Rena Rama, Bohuslän Big Band och Jazz Baltica Ensemble. Andra band han spelat i är exempelvis New Creation, Vatten, Änglaspel, Mount Everest, Soffgruppen och Lars Jansson trio.
Kjellberg har också framträtt internationellt med musiker som Dewey Redman, Don Cherry och Niels-Henning Ørsted Pedersen. Han har turnerat i USA, Japan, Kanada och Sydamerika.
Han tilldelades Föreningen Jazz i Alingsås trumslagarpris 2008.